# Joseph Amand de Vasselot d'Annemarie
Pour les articles homonymes, voir Vasselot et Famille de Vasselot.
Joseph Amand de Vasselot d'Annemarie, né le 18 juillet 1762 à La Guierche (commune de Saint-Amand-sur-Sèvre), mort fusillé à Mesnard-la-Barotière le 4 mai 1796, est un officier de marine français et combattant vendéen lors de la Guerre de Vendée pendant la Révolution française.

## Biographie

### Origines
Joseph A(r)mand (de) Vasselot, dit baron de Vasselot,, est le cinquième enfant issu du mariage le 2 septembre 1755 de Jacques Vasselot (1713-1787), "marquis" de Vasselot, d'Annemarie et de Saint-Mesmin, et de Françoise Petit de la Guierche (1735-1777).
Joseph Amand appartient à la branche d'Annemarie de la famille de Vasselot, d'ancienne noblesse française. Il est connu sous le nom de chevalier d'Annemarie et de baron de Vasselot, seigneur de Charlet.
Son enfance s'écoule au Chateigner, paroisse de Jazeneuil, près de Lusignan. Il est reçu chevalier de Malte le 8 septembre 1776.

### Carrière maritime
À 15 ans, Joseph Amand de Vasselot part pour Brest, et entre dans la Marine Royale avec le grade d'aspirant.
Dans les années qui suivent, ses engagements successifs vont le conduire à participer à la guerre contre l'Angleterre, et à prendre part à la lutte pour l'indépendance des futurs États-Unis d'Amérique.
En 1780-1781, Joseph Amand Vasselot est garde marine sur le Magnanime (vaisseau de 74) à l'armée d'Europe.
En 1782-1783, il est enseigne sur le Clairvoyant, armée des Antilles, puis le Northumberland.
En 1784-1786, il est enseigne sur le Danaë (frégate de 39), aux îles du Vent.
En 1786, il devient lieutenant sur la Félicité (frégate de 39), escadre d'évolution.
Joseph Amand a également commandé la goélette du Roi, la Louise, du 17 novembre 1784 au 20 décembre 1785.
Il devient franc-maçon en 1786, au sein de la loge L'Heureuse Rencontre de Brest.
Le 1er février 1787, Joseph Amand quitte la Marine pour habiter sa terre de Charlée (ou Charlet) près de Châtellerault dont il hérite à la mort de son père.

### Activité pendant la période révolutionnaire
En 1789, il est électeur de la noblesse aux États Généraux. Par sa participation à la guerre d'indépendance américaine, et par son activité au sein de la loge maçonnique L'Heureuse Rencontre, Joseph Amand est alors probablement ouvert aux « idées nouvelles » portées par la Révolution française.
En 1790, Joseph Amand Vasselot est commandant en second de la garde nationale de Châtellerault.
La fuite du roi et son arrestation à Varenne provoquent l'émigration en masse de ceux qui se font un devoir de libérer leur Souverain. Joseph Amand Vasselot émigre alors une première fois, probablement en juillet 1791, revient pour éviter les conséquences de la loi sur les émigrés, et émigre à nouveau le 21 juin 1792. Il prend part à la campagne de 1792, dans le Régiment de chasseurs à cheval de l'armée des Princes, composé de compagnies de la Marine. Après Valmy, il se retrouve à Aix-la-Chapelle chez sa sœur où il reste deux ans.
Cousin de La Rochejacquelein, de Lescure et de Grignon de Pouzauges, et connaissant Charette avec lequel il a navigué sur le Clairvoyant, disposant du fief familial de Saint-Mesmin en pleine Vendée militaire, Joseph Amand a les relations pour prendre part à la résistance.
En septembre 1794, il part pour l'Angleterre et devient aide de camp du comte de Puisaye. Envoyé en mission en France, il y débarque le 15 février 1795, est arrêté et emprisonné à Rennes, puis libéré le 22 avril. Aidé par le comte de Grignon, son cousin, il remplace alors Sapinaud, qui, découragé, s'est démis de ses fonctions dans l'armée vendéenne[réf. nécessaire]. 
Il bat les troupes républicaines à Saint-Michel-Mont-Mercure fin janvier 1796, aux Epesses et à Saint-Laurent-sur-Sèvre. Il tente alors une diversion à Fontenay afin de dégager Charette, mais la rivière en crue empêche ses chevaux de passer. Déguisé en marchand de bestiaux, il est reconnu et arrêté le 2 mai 1796. Jugé aux Herbiers, il est condamné à mort. La légende dit qu'il est fusillé à Mesnard-la-Barotière le 4 mai 1796 sous les fenêtres de sa fiancée, Marie Eléonore de Mesnard, forcée d'assister à l'exécution par les soldats Bleus. Toutefois un acte de notoriété du 10 floréal an 11 (30 avril 1803) prouve qu'il est fusillé et enterré aux Herbiers au château du Landreau avec plusieurs de ses compagnons.
Il est alors l'un des derniers vendéens.

## Hommages
- Plaque érigée le 20 septembre 1953 au château de Mesnard par le Souvenir Vendéen à la mémoire d'Armand de Vasselot et de ses compagnons
- Monsieur de Vasselot, chanson d'Anne Bernet, 1985[16].

## Pour approfondir